# アントワーヌ (ヴォーデモン伯)

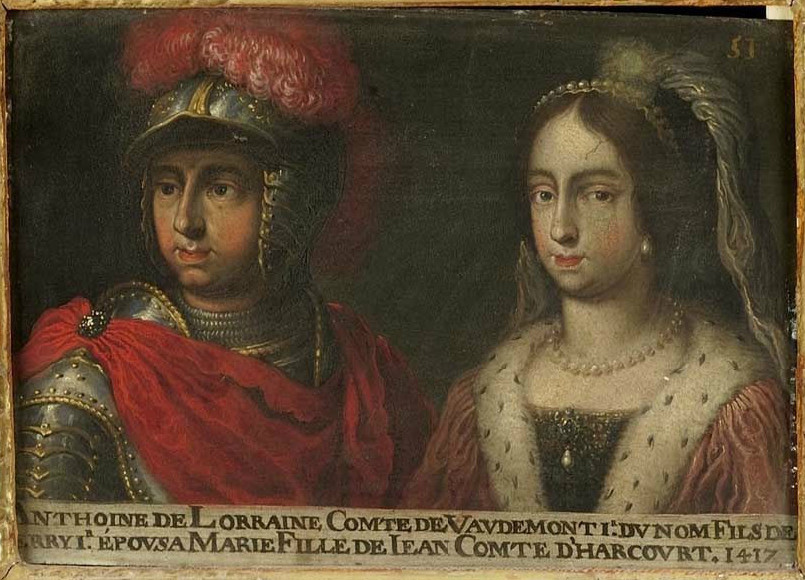
ヴォーデモン伯アントワーヌと妃マリー・ダルク―ル（17世紀画）

アントワーヌ・ド・ヴォーデモン（フランス語：Antoine de Vaudémont, 1400年ごろ - 1458年3月22日）は、ヴォーデモン伯およびジョアンヴィル卿（在位：1418年 - 1458年）。結婚により、アルクール伯、オマール伯およびエルブフ男爵（在位：1452年 - 1458年）となった。

## 生涯
アントワーヌはヴォーデモン伯フェリー1世とマルグリット・ド・ジョアンヴィルの息子である。
伯父のロレーヌ公シャルル2世には娘しかいなかった。アントワーヌはロレーヌ公国を継承したいという望みを隠さず、シャルルと対立した。シャルルはアントワーヌを攻撃したが、アントワーヌにはブルゴーニュ公フィリップ善良公が味方していました。
1431年にシャルル2世が亡くなった後、アントワーヌは新公ルネ・ダンジューを攻撃し、1431年7月1日のビュニエヴィルの戦いで破って捕らえた。神聖ローマ皇帝ジギスムントがアントワーヌを公爵として認めることに消極的で、1434年にルネを公爵として宣告して以降、10年間の交渉が続いた。
最終的に、アントワーヌは1441年3月27日の条約によりロレーヌ公国の領有権を放棄した。その代わりにアントワーヌのヴォーデモン伯領は独立を認められ、息子のフェリーはロレーヌ公の娘ヨランドと婚約した。この結果、後にアントワーヌの孫ルネ2世がロレーヌ公となった。
アントワーヌは地元の武力衝突にも参加した。

## 結婚と子女
1416年8月12日にマリー・ダルク―ル（1398年 - 1476年）と結婚した。マリーはアルクール女伯、オマール女伯およびエルブフ女男爵であった。マリーの父親はアルクール伯・オマール伯ジャン7世、母親はマリー・ダランソンであった。この結婚で以下の子女が生まれた。
- フェリー2世（1428年 - 1470年） - ヴォーデモン伯
- ジャン（1473年没） - アルクール伯、オマール伯およびエルブフ男爵
- アンリ（1505年没） - テルアンヌ司教（1447年 - 1484年）、メス司教（1484年 - 1505年）
- マリー（1455年没） - 1450年にアラン9世・ド・ロアン（1462年没）と結婚
- マルグリット（1474年以前没） - アールスコート女領主、1432年にポルシャン伯アントワーヌ1世・ド・クロイと結婚